# Brigata partigiana
La brigata partigiana era la formazione tattica tipica della Resistenza italiana durante la seconda guerra mondiale.
Le brigate partigiane furono formate su base volontaria per lo più da componenti irregolari, a volte organizzate dagli ex soldati operanti nei territori di occupazione italiana. Queste formazioni operarono nel periodo compreso tra l'8 settembre 1943 e la fine delle ostilità (6 maggio 1945).

## Storia
L'origine delle formazioni partigiane ebbe due percorsi, intrecciati tra loro: uno politico antifascista e uno militare. All'inizio esistevano delle bande di partigiani, ovvero aggregazioni nate prevalentemente da scelte fatte dagli ex-militari dopo lo scioglimento, avvenuto l'8 settembre 1943, del regio esercito italiano presente nei territori del Centro-Nord Italia e nei territori di occupazione militare italiana, come i territori della zona balcanica. Agli ex-militari sbandati si affiancarono gli antifascisti attivi, gli ex inviati al confino, gli esiliati e gli espatriati all'estero.
Per quanto riguarda l'origine politica delle formazioni, nell'autunno del 1943 la Direzione del PCI dette l'indicazione di costituire unità strutturate; nacquero così i "battaglioni Garibaldi". Questi erano pensati come brigate d'assalto perché i gruppi che si stavano formando non dovevano essere attendisti, ma immediatamente operativi; l'organizzazione si sarebbe forgiata via via nelle difficoltà della iniziativa.

### Le componenti
Le prime formazioni si modellarono via via, richiamandosi alle forze politiche nazionali dal novembre 1943 fino agli ultimi giorni dell'aprile 1945.
Una tappa significativa fu il 9 giugno 1944, quando nacque il “Comando generale del Corpo volontari della libertà”, con sede a Milano, dove c'erano i vertici delle principali organizzazioni partigiane.
Secondo i militanti comunisti, la struttura a brigata sottintendeva la volontà di un modello organizzativo di tipo militare tradizionale che prevede una stretta gerarchia:
comando generale, divisione, brigata, battaglione, compagnia, squadra, gruppo di azione patriottica. La novità fu la decisione di prevedere, oltre al comando militare, la presenza di un “commissario politico”, secondo l'esperienza sia della Rivoluzione d'ottobre che delle brigate internazionali nella guerra civile di Spagna.
Questi indirizzi, tesi a superare le formazioni per “bande”, si concretizzeranno solo nell'estate del 1944, quando anche gli altri partiti sposeranno il modello organizzativo di tipo politico-militare, con o senza la presenza di “commissari” in rappresentanza dei partiti di riferimento.
Per quanto riguarda invece le brigate di origine esclusivamente militare, fenomeno che interessò in modo particolare le formazioni all'estero, come nei Balcani, fu determinante la decisione degli ex-soldati e ufficiali, di tutti gli ordini e grado, di non sottostare all'umiliazione di essere fatti prigionieri dagli ex-alleati nazisti.
Secondo il giornale Avvenire, le formazioni di orientamento cattolico si trovarono spesso in contrasto con altre formazioni di diverso orientamento politico. Durante la guerra di liberazione, la necessità di combattere un nemico comune attenuò i contrasti. Sempre secondo Avvenire, i cattolici che parteciparono attivamente alla Resistenza furono tra i 65 000 e gli 80 000, su un totale di circa 200 000 partigiani.
Nel corso della lotta di Resistenza, le formazioni si accorparono e si suddivisero, secondo le situazioni presenti nelle varie “aree operative”, con criteri e dimensioni diverse. Per esempio, alcune formazioni "d'assalto garibaldine" avevano una struttura piramidale:
- la Squadra, formata indicativamente da 10-20 combattenti, era l'unità minore;
- tre Squadre formavano una Compagnia o Distaccamento (30-60 combattenti);
- tre Compagnie o Distaccamenti formavano un Battaglione (90-180 combattenti);
- tre Battaglioni formavano una Brigata (270-540 combattenti);
- tre Brigate formavano una Divisione (810-1620 combattenti).

### I riferimenti politici militari
Queste erano le affiliazioni politiche all'interno del Corpo volontari della libertà:
- Le Brigate Garibaldi, i GAP e le SAP facevano prevalentemente riferimento al Partito Comunista Italiano (PCI)[3].
- Le Brigate Giustizia e Libertà facevano riferimento al Partito d'Azione (PdA).
- Le Brigate Matteotti facevano riferimento al Partito Socialista Italiano (PSI).
- Le Brigate Fiamme Verdi, le Brigate del popolo e le Brigate Osoppo facevano riferimento alla Democrazia Cristiana (DC) e al mondo cattolico in generale, insieme al movimento dei cattolici comunisti.
- Le Formazioni autonome militari, monarchiche e badogliane (chiamate anche partigiani azzurri) erano principalmente composte da partigiani di estrazione borghese e di idee liberali o conservatrici, accomunati dalla fedeltà alla monarchia, e militari. Facevano riferimento alla Casa Reale e riconoscevano in Raffaele Cadorna il loro capo militare. Erano nati dai reparti del Regio Esercito che rifiutarono la logica del «tutti a casa», abbracciando la lotta partigiana (molti militari facevano parte anche delle altre formazioni partigiane, anche con ruoli di comando). Avendo conservato la loro struttura gerarchica, i partigiani azzurri poterono apportare alla Resistenza l'esperienza bellica e la consuetudine di rapporti coi militari alleati, essenziale per ricevere rifornimenti e aiuti, tra questi ricordiamo il 1º Gruppo Divisioni Alpine comandato da Enrico Martini.
- Gruppi come l'Organizzazione Franchi di Edgardo Sogno rappresentavano il Partito Liberale Italiano e i monarchici.
- Esistevano, inoltre, organizzazioni esplicitamente trotskiste, come la formazione Bandiera Rossa, nota anche come Movimento Comunista d'Italia, e formazioni di tendenza anarchica, come le Brigate Bruzzi Malatesta di Milano.

Non sempre le denominazioni originarie erano strettamente collegate ai partiti di riferimento. Ad esempio, le Brigate Osoppo del Friuli, che erano nate con un grande contributo del PdA, accentuarono la loro dipendenza dalla DC e dal clero friulano. Le Brigate Fiamme Verdi si diversificarono nel territorio: quelle lombarde, nate dagli intellettuali cattolici, si trasformarono in formazioni solo "militari" con orientamento genericamente liberale; quelle reggiane, invece, furono direttamente guidate dalla DC alla quale facevano riferimento anche le Brigate del Popolo. Similmente, le Brigate Mazzini, che in Lombardia facevano riferimento al PRI, in Veneto non avevano il medesimo legame.

## Formazioni partigiane di montagna nell'aprile 1945

### In Italia
Di seguito vengono elencati i comandi di Divisione e di Brigata delle formazioni partigiane che operarono nelle montagne del Centro Nord dell'Italia nell'aprile del 1945 in funzione delle aree operative (che avevano confini variabili rispetto ai limiti territoriali provinciali) secondo la classificazione data da Roberto Battaglia.
Le formazioni risultano essere:
- 46 Garibaldi
- 33 GL (Giustizia e Libertà)
- 12 Matteotti
- 4 Fiamme Verdi
- 15 dichiaratamente Autonome

| n°  | Area operativa                     | Formazione                                         | Note                                             |
| --- | ---------------------------------- | -------------------------------------------------- | ------------------------------------------------ |
| 1   | Milano - Piazza                    | Comando generale CVL Corpo volontari della libertà | -                                                |
| 2   | Ossola                             | Divisione Garibaldi Redi                           | -                                                |
| 3   | Ossola                             | Divisione Valtoce                                  | -                                                |
| 4   | Ossola                             | Divisione Flaim                                    | -                                                |
| 5   | Ossola                             | Divisione Beltrami                                 | -                                                |
| 6   | Varese                             | Divisione Alto Milanese                            | -                                                |
| 7   | Varese                             | Brigata Greppi                                     | -                                                |
| 8   | Varese                             | Brigata Passerini                                  | -                                                |
| 9   | Varese                             | 1ª Brigata Loto                                    | -                                                |
| 10  | Valsesia                           | Divisione Garibaldi Fratelli Varalli               | -                                                |
| 11  | Valsesia                           | Divisione Garibaldi Pajetta                        | -                                                |
| 12  | II Valle d'Aosta                   | C 1ª Brigata Autonoma. Valle d'Aosta               | -                                                |
| 13  | II Valle d'Aosta                   | Divisione Matteotti Aosta                          | -                                                |
| 14  | II Valle d'Aosta                   | 7ª Divisione Garibaldi Piemonte Elter              | -                                                |
| 15  | II Valle d'Aosta                   | 2ª Divisione Alpina GL Ferriera                    | -                                                |
| 16  | II Valle d'Aosta                   | Brigata Autonoma GL Leone                          | -                                                |
| 17  | I Biellese                         | 5ª Divisione Garibaldi R. Maffei                   | -                                                |
| 18  | I Biellese                         | 12ª Divisione Garibaldi Piemonte Nedo              | -                                                |
| 19  | III Canavesano Lanzo               | 8ª Divisione Autonoma Giovane Piemonte             | -                                                |
| 20  | III Canavesano Lanzo               | Raggruppamento Brigata Matteotti Davito            | -                                                |
| 21  | III Canavesano Lanzo               | 7ª Divisione Garibaldi GL Canavesana               | -                                                |
| 22  | III Canavesano Lanzo               | Colonna GL R.Giua                                  | -                                                |
| 23  | III Canavesano Lanzo               | 2ª e 4ª Divisione Garibaldi Piemonte Unificate     | -                                                |
| 24  | IV Susa - Chisone                  | Brigata Matteotti Martorelli                       | -                                                |
| 25  | IV Susa - Chisone                  | 4ª Divisione Alpina GL Stellina                    | -                                                |
| 26  | IV Susa - Chisone                  | 3ª Divisione Garibaldi P.Deo                       | -                                                |
| 27  | IV Susa - Chisone                  | 10ª Divisione Autonoma Val Chisone                 | -                                                |
| 28  | IV Susa - Chisone                  | 13ª Divisione Garibaldi Pietrorame                 | -                                                |
| 29  | IV Susa - Chisone                  | 9ª Divisione Autonoma De Vitis                     | -                                                |
| 30  | IV Susa - Chisone                  | Divisione GL Campana                               | -                                                |
| 31  | Val Pellice                        | 5ª divisione alpina GL Sergio Toja                 | -                                                |
| 32  | IV Susa - Chisone                  | Divisione GL Torino                                | -                                                |
| 33  | IV Susa - Chisone                  | Divisione Matteotti Giachino                       | -                                                |
| 33a | V Val Sangone                      | Divisione Autonoma Valsangone                      | -                                                |
| 34  | VI Monferrato Langhe               | 5ª Divisione Autonoma. Monferrato                  | -                                                |
| 35  | VI Monferrato Langhe               | GMO GL                                             | -                                                |
| 36  | VI Monferrato Langhe               | Divisione Matteotti Rossi                          | -                                                |
| 37  | VI Monferrato Langhe               | 6ª Divisione Autonoma. Alpi                        | -                                                |
| 38  | VI Monferrato Langhe               | 9ª Divisione GL Ferreira                           | -                                                |
| 39  | VI Monferrato Langhe               | Iª Divisione Garibaldi Piemonte Lanfranco          | -                                                |
| 40  | VI Monferrato Langhe               | Divisione Matteotti Cattaneo                       | -                                                |
| 41  | VI Monferrato Langhe               | 8ª Divisione Garibaldi Piemonte Asti               | -                                                |
| 42  | VI Monregalese Langhe              | 9ª Divisione Garibaldi Piemonte Imerito            | -                                                |
| 43  | VI Monregalese Langhe              | C IV ª Brigata Autonoma. Brà                       | -                                                |
| 44  | VI Monregalese Langhe              | 3ª Divisione GL Langhe                             | -                                                |
| 45  | VI Monregalese Langhe              | 11º Garibaldi Piemonte Langhe                      | -                                                |
| 46  | Pianura sinistra del Tanaro        | 103ª Brigata Autonoma Amendola                     | Comandante colonnello s.pa. Renato Gancia        |
| 47  | VI Monregalese Langhe              | 14ª Divisione Garibaldi Piemonte Capriolo          | -                                                |
| 48  | VI Monregalese Langhe              | 2ª Divisione Autonoma. Langhe                      | Piero Balbo - Enrico Martini comandante generale |
| 49  | VI Monregalese Langhe              | 1ª Divisione Autonoma. Langhe                      | -                                                |
| 50  | VI Monregalese Langhe              | 4ª Divisione Autonoma. Alpina                      | -                                                |
| 51  | V Cuneo Ovest                      | Divisione Matteotti Lungense                       | -                                                |
| 52  | V Cuneo Ovest                      | 2ª Divisione Alpina GL                             | -                                                |
| 53  | V Cuneo Ovest                      | 10ª Divisione GL                                   | -                                                |
| 54  | V Cuneo Ovest                      | 11ª Divisione Garibaldi Piemonte Cuneo             | -                                                |
| 55  | V Cuneo Ovest                      | XXV ª Brigata GL Bellano                           | -                                                |
| 56  | V Cuneo Ovest                      | XXI ª Brigata GL Paglieri                          | -                                                |
| 57  | V Cuneo Ovest                      | 1ª Divisione Alpina GL                             | -                                                |
| 58  | V Cuneo Ovest                      | 3 ª Divisione Autonoma. Alpi                       | -                                                |
| 59  | Imperia                            | Divisione Garibaldi Cascione                       | -                                                |
| 60  | Imperia                            | Divisione Garibaldi Bonfante                       | -                                                |
| 61  | II Savona                          | Divisione Bevilacqua                               | -                                                |
| 62  | II Savona                          | Divisione Panevino                                 | -                                                |
| 63  | II Savona                          | Divisione Fumagalli                                | -                                                |
| 64  | VII Alessandria                    | 2ª Divisione Autonoma. Patria                      | -                                                |
| 65  | VII Alessandria                    | 10 ª Divisione Garibaldi Piemonte Italia           | -                                                |
| 66  | VII Alessandria                    | 8 ª Divisione GL.                                  | -                                                |
| 67  | VII Alessandria                    | 16 ª Divisione Garibaldi Piemonte Viganò           | -                                                |
| 68  | VII Alessandria                    | Divisione Matteotti Marengo                        | -                                                |
| 69  | Oltre Po Pavese                    | Divisione Matteotti Barni                          | -                                                |
| 70  | Oltre Po Pavese                    | 4 ª Divisione Garibaldi Lombardia Gramsci          | -                                                |
| 71  | Oltre Po Pavese                    | 2 ª Divisione GL Masia                             | -                                                |
| 72  | Oltre Po Pavese                    | 3 ª Divisione Garibaldi Lombardia Aliotta          | Comandante "Americano" (Domenico Mezzadra)       |
| 73  | VI Zona (tra AL e Genova)          | Divisione Garibaldi Pinan Cichero                  | -                                                |
| 74  | VI Zona (tra AL e Genova)          | Divisione Garibaldi Cichero                        | -                                                |
| 75  | VI Zona (tra AL e Genova)          | Brigata Caio                                       | -                                                |
| 76  | VI Zona (tra AL e Genova)          | Divisione GL Matteotti                             | -                                                |
| 77  | VI Zona (tra AL e Genova)          | Divisione Garibaldi Coduri                         | Eraldo Fico                                      |
| 78  | XIII Piacenza                      | 1ª Divisione GL Piacenza                           | -                                                |
| 79  | XIII Piacenza                      | Divisione Garibaldi Bersani Val d'Arda             | -                                                |
| 80  | XIII Piacenza                      | Divisione Valnure                                  | -                                                |
| 81  | Est -Ovest Cisa Parma              | Divisione Valceno                                  | -                                                |
| 82  | Est -Ovest Cisa Parma              | Divisione Valtaro                                  | -                                                |
| 83  | Est -Ovest Cisa Parma              | Divisione Garibaldi Monte Orsaro                   | -                                                |
| 84  | Est -Ovest Cisa Parma              | Divisione Cisa                                     | -                                                |
| 85  | Est -Ovest Cisa Parma              | Divisione Garibaldi Ricci                          | -                                                |
| 86  | IV Spezia                          | Divisione Garibaldi Picchiara                      | -                                                |
| 87  | IV Spezia                          | Brigata Borrini                                    | -                                                |
| 88  | IV Spezia                          | Divisione Garibaldi Centocroci                     | -                                                |
| 89  | IV Spezia                          | Brigata Muccini                                    | -                                                |
| 90  | IV Spezia                          | Brigata Giustizia e Libertà                        | -                                                |
| 90  | Reggio Emilia                      | Brigata Fiamme Verdi (RE)                          | -                                                |
| 91  | Reggio Emilia                      | 1ª Divisione Garibaldi Reggiana                    | -                                                |
| 92  | Modena                             | Divisione Modena Pianura                           | -                                                |
| 93  | Modena                             | Divisione Modena Armando                           | -                                                |
| 94  | Modena                             | Divisione Modena Montagna.                         | -                                                |
| 95  | Bologna                            | Divisione Bologna Pianura.                         | -                                                |
| 96  | Bologna                            | Divisione Bologna Montagna                         | -                                                |
| 97  | Forlì                              | Divisione Leggera Forlì                            | -                                                |
| 98  | Ravenna                            | Divisione Leggera Ravenna                          | -                                                |
| 99  | Ferrara                            | Brigata Ferrara                                    | -                                                |
| 100 | Rovigo                             | Brigata Tasso                                      | -                                                |
| 101 | Rovigo                             | Brigata Bonato                                     | -                                                |
| 102 | Verona Pianura                     | Brigata "Verona"                                   | comandante "Redi" (Renato Tisato)                |
| 103 | Verona Pianura                     | Brigata "Anita"                                    | comandante "Gallo" (Cesare Albertini)            |
| 104 | Verona Pianura                     | Brigata "Stella Rossa"                             | comandante "Spartaco" (Armando Plazzi)           |
| 105 | Verona Pianura                     | Brigata "Adige"                                    | comandante "Romeo" (Di Lorenzo Francesco)        |
| 106 | Verona Pianura                     | Brigata "Scaligera"                                | comandante "Cambrone" (Giovanni Ballarotto)      |
| 107 | Verona Pianura                     | Brigata "Italia"                                   | comandante "Enzo" (Fiorenzo Olivieri)            |
| 108 | Verona Pianura                     | Brigata "Stella Pianura"                           | comandante "Siva" (Marcello Perazzolo)           |
| 109 | Verona Pianura                     | Brigata "Carlo Montanari"                          | comandante "Ettore" (Enzo Falcetta)              |
| 110 | Vicenza                            | Brigata Vicenza                                    | Giacomo Prandina                                 |
| 111 | Padova                             | Brigata Damiano Chiesa.                            | Vito Olivetti                                    |
| 112 | Padova                             | Brigata Silvio Trentin                             | -                                                |
| 113 | Padova                             | Brigata Garibaldi (PD)                             | -                                                |
| 114 | Padova                             | Brigata Lubian GL                                  | -                                                |
| 115 | Padova                             | Brigata Negri                                      | -                                                |
| 116 | Padova                             | Brigata Pierobon                                   | -                                                |
| 117 | Padova                             | Brigata Rutoli                                     | -                                                |
| 118 | Venezia Mestre                     | Brigata Ruspo                                      | -                                                |
| 119 | Venezia Mestre                     | Brigata Pellegrini                                 | -                                                |
| 120 | Venezia Mestre                     | Brigata Piave (VE)                                 | -                                                |
| 121 | Venezia Mestre                     | Brigata Erminio Ferretto                           | -                                                |
| 122 | Venezia Mestre                     | Brigata Iberati                                    | -                                                |
| 123 | Venezia Mestre                     | Brigata Gramsci (VE)                               | -                                                |
| 124 | Venezia Mestre                     | Brigata Conti                                      | -                                                |
| 125 | Friuli                             | 5ª Divisione Garibaldi Osoppo Friuli               | vedi nota                                        |
| 126 | Friuli                             | Divisione Carnia                                   | -                                                |
| 127 | Friuli                             | Divisione Sinistra Tagliamento                     | -                                                |
| 128 | Friuli                             | Divisione Destra Tagliamento                       | -                                                |
| 129 | Friuli                             | Divisione Sud Arzino                               | -                                                |
| 130 | Friuli                             | Brigata Rosselli (Friuli).                         | -                                                |
| 131 | Friuli                             | Brigata Picelli                                    | -                                                |
| 132 | Friuli                             | 3ª Divisione Garibaldi Osoppo Friuli               | vedi nota                                        |
| 133 | Friuli                             | 1ª Divisione Garibaldi Osoppo Friuli               | vedi nota                                        |
| 134 | Friuli                             | Divisione Udine                                    | -                                                |
| 135 | Friuli                             | 2ª Divisione Garibaldi Osoppo Friuli               | vedi nota                                        |
| 136 | Friuli                             | 4ª Divisione Garibaldi Osoppo Friuli               | vedi nota                                        |
| 137 | Treviso                            | Brigata Bortolato.                                 | -                                                |
| 138 | Treviso                            | Brigata Tito Speri                                 | -                                                |
| 139 | Treviso                            | Brigata Furlan                                     | Antonio Furlan                                   |
| 140 | Treviso                            | Brigata Orerto                                     | -                                                |
| 141 | Padova - Treviso                   | Divisione Garibaldi Sabatucci                      | -                                                |
| 142 | Treviso                            | Brigata Zancanaro                                  | -                                                |
| 143 | Treviso                            | Brigata Badini                                     | -                                                |
| 144 | Treviso                            | Brigata Treviso                                    | -                                                |
| 145 | Piave (Bellunese)                  | Brigata 7º Alpini.                                 | -                                                |
| 146 | Piave (Bellunese)                  | Brigata Val Cordevole                              | -                                                |
| 147 | Piave (Bellunese)                  | Divisione Garibaldi Belluno                        | -                                                |
| 148 | Piave (Bellunese)                  | Brigata Fulmine                                    | -                                                |
| 149 | Piave (Bellunese)                  | Divisione Garibaldi N. Nannetti                    | Francesco Pesce                                  |
| 150 | Piave (Bellunese)                  | Brigata Piave                                      | -                                                |
| 151 | Montegrappa                        | Divisione Monte Grappa                             | -                                                |
| 152 | Ortigara (Altipiano Asiago)        | Divisione Monte Ortigara                           | comandante Giacomo Chilesotti                    |
| 153 | Bolzano                            | Divisione Val dell'Adige                           | -                                                |
| 154 | Vicenza-Trento                     | Divisione Garibaldi "Ateo Garemi"                  | comandante "Alberto" (Nello Boscagli)            |
| 155 | Verona (Lessini)                   | Brigata "Luciano Manara"                           | comandante "Paolo" (Luciano Dal Cero)            |
| 156 | Verona (Lessini)                   | Brigata "Pierobon"                                 | comandante "Elvio" (Bortolo Antonio Deganello)   |
| 157 | Verona (Lessini)                   | Brigata "Avesani"                                  | comandante "Gianni" (Gianpietro Marini)          |
| 158 | Sondrio                            | 1ª Divisione Alpina GL Valtellina.                 | comandante "Camillo" (Giuseppe Motta)            |
| 159 | Brescia                            | L 4ª Brigata Garibaldi Belotti                     | -                                                |
| 160 | Brescia                            | Divisione Fiamme Verdi Tito Speri                  | -                                                |
| 161 | Brescia                            | Brigata GL Monte Suello                            | -                                                |
| 162 | Brescia                            | 7ª Brigata Matteotti                               | -                                                |
| 163 | Brescia                            | C 22ª Brigata Garibaldi (BS)                       | -                                                |
| 164 | Brescia                            | Divisione Fiamme Verdi Lunardi                     | -                                                |
| 165 | Brescia                            | Brigata GL Barnaba                                 | -                                                |
| 166 | Brescia                            | Gruppo Brigata Apolitiche - III settore.           | -                                                |
| 167 | Brescia                            | Formazione Chiari - V settore.                     | -                                                |
| 168 | Bergamo                            | Divisione Garibaldi (BG)                           | -                                                |
| 169 | Bergamo                            | Divisione GL Orobica                               | -                                                |
| 170 | Bergamo                            | Divisione Fiamme Verdi (BG)                        | -                                                |
| 171 | Como Lecco                         | 1ª Divisione Garibaldi Lombardia.                  | -                                                |
| 172 | Como Lecco                         | 2ª Divisione Garibaldi Lombardia                   | -                                                |
| 173 | Como Lecco                         | 16ª Divisione GL                                   | -                                                |
| 174 | Como Lecco                         | Divisione Puecher                                  | -                                                |
| 175 | Como Lecco                         | Brigata Piazza (Como)                              | -                                                |
| 176 | Como Lecco                         | Brigata Benetta                                    | -                                                |
| 177 | Como Lecco                         | C 4ª Brigata Citterio                              | -                                                |
| 178 | VI Zona (tra Alessandria e Genova) | Divisione Garibaldi Mingo                          | -                                                |